# Bảo Ân
Bảo Ân (chữ Hán: 寶恩; 1777 – 1802) là một hoàng thân của nhà Thanh trong lịch sử Trung Quốc, người thừa kế 1 trong 12 Thiết mạo tử vương.

## Cuộc đời
Bảo Ân sinh vào giờ Ngọ, ngày 24 tháng 9 (âm lịch) năm Càn Long thứ 42 (1777), trong gia tôc Ái Tân Giác La. Ông là con trai trưởng của Duệ Cung Thân vương Thuần Dĩnh, mẹ ông là Đích Phúc tấn Phú Sát thị (富察氏). Năm Gia Khánh thứ 4 (1799), ông được phong làm Bất nhập Bát phân Phụ quốc công (不入八分輔國公), nhậm Tán trật Đại thần.
Tháng 2 năm Gia Khánh thứ 5 (1800), cha ông qua đời, ông được thế tập tước vị Duệ Thân vương đời thứ 8. Tháng 4 cùng năm, ông được phong Chính Hoàng kỳ Lĩnh thị vệ Nội đại thần. Tháng 5 năm Gia Khánh thứ 7 (1802), ông qua đời, thọ 25 tuổi, được truy thụy Duệ Thận Thân vương (睿慎親王). Ông lúc sinh thời không có con, cho nên tước vị sẽ do em trai thứ tư Đoan Ân (端恩) thế tập.

## Gia đình
- Đích Phúc tấn: Trương thị (張氏), con gái của Đại học sĩ Khánh Quế (庆桂).